# WinUHA
WinUHA — бесплатный архиватор, для работы под управлением операционной системы Microsoft Windows.

## Описание
WinUHA является архиватором с высокой степенью сжатия, представляя собой графическую оболочку для архиватора UHARC (*.uha), умеет работать с многочисленными популярными форматами сжатия данных, но отсутствует поддержка обработки формата ZIP. WinUHA имеет специальный алгоритм для более высокой степени сжатия мультимедийных файлов. Обладает маленькой скоростью сжатия.
По заявлению разработчиков, UHARC имеет высокую степень сжатия мультимедийных файлов и предоставляет лучший коэффициент сжатия, чем ZIP, RAR, ACE и прочие, но, по состоянию на конец 2014 года, архиваторы 7-zip и WinRAR могут эффективнее сжимать файлы, в том числе и мультимедийные, поэтому на странице проектов автора UHARC GUI рекомендовано использовать вместо него 7-zip или FreeArc.

## Возможности
- Поддержка популярных форматов сжатия данных.
- Интеграция WinUHA в проводник Windows.
- Интерфейс командной строки.
- Создание самораспаковывающихся архивов.
- Поддержка только распаковки RAR и ISO.
- Бесплатен для некоммерческого использования.
- Создание паролей на архивы.
- 6 видов сжатия: нулевое Store, быстрое ALZ-1, нормальное ALZ-2, максимальное ALZ-3, текстовое PPM и скоростное LZP.
- Выбор размера словаря: 1024 КБ, 2048 КБ, 4096 КБ, 8192 КБ, 16384 КБ, 32768 КБ.
- Выбор приоритета процесса сжатия: низкий, средний, высокий и реального времени.
- Выбор размера буфера для файлов:1024 КБ, 2048 КБ, 4096 КБ, 8192 КБ, 16384 КБ, 32768 КБ.
- Возможность сохранить относительные или полные пути файлов в архиве.

## Недостатки
- Отсутствует поддержка формата ZIP  и 7ZIP.
- Отсутствует поддержка 64-разрядных операционных систем.
- Отсутствие кроссплатформенности.
- Закрытый исходный код.
- Отсутствует поддержка Unicode.
- Наличие проблем с отображением кириллического текста.
- Интеграция в проводник не работает в новых версиях Windows.
- Программа не обновляется и не поддерживается разработчиком.